# Exómero
O exómero é um complexo proteico heterodímero similar à COPI e outras adaptinas. Foi descrito pela primeira vez na levedura Saccharomyces cerevisiae. O exómero é um adaptador de carregamento importante para o transporte de moléculas desde o aparato de Golgi até à membrana celular. As vesículas nas quais se encontra são diferentes das vesículas COPI porque não parecem ter uma "cobertura" ou "armação" que as rodeie.
Um resumo da localização celular do exómero e doutros adaptadores de carregamento de vesículas pode ser visto aqui. O exómero une-se a duas moléculas do factor 1 de ribosilação do ADP (Arf1) como se pode ver nesta figura. Acredita-se que uma região bisagra que tem o exómero é importante para a formação duma vesícula de membrana muito curvada como se mostra nesta figura. Os passos necessários para a ensamblagem do exómero sobre a membrana de Golgi são mostrados nesta figura.